# Kinnie Laisné
Kinnie Laisné (Cherbourg, 11 juli 1989) is een tennisspeelster uit Frankrijk. Zij begon op driejarige leeftijd met tennis. Zij speelt rechtshandig en heeft een tweehandige backhand.

## Loopbaan
Begin mei 2009 won zij haar eerste ITF-titel, op het dubbelspeltoernooi van Florence (Italië), samen met landgenote Stéphanie Vongsouthi.
Later die maand kreeg zij een wildcard voor Roland Garros, waardoor zij eenmalig op een grandslamtoernooi speelde, zowel in het enkel- als het dubbelspel (samen met voornoemde Stéphanie Vongsouthi).
In 2014 wist Laisné haar derde ITF-dubbelspeltitel te bemachtigen, in Mâcon (Frankrijk). Haar eerste enkelspeltitel won zij in 2015, op het ITF-toernooi van Dakar (Senegal).

## Posities op deWTA-ranglijst
Positie per einde seizoen:
| jaar | rang enkelspel | rang dubbelspel |
| ---- | -------------- | --------------- |
| 2006 | 912            | –               |
| 2007 | 677            | –               |
| 2008 | 334            | –               |
| 2009 | 405            | 391             |
|      |                |                 |
| 2013 | 473            | 905             |
| 2014 | 946            | 881             |
| 2015 | 535            | 694             |
| 2016 | 968            | –               |

## Resultaten grandslamtoernooien
| Legenda | Legenda                          |
| ------- | -------------------------------- |
| g.t.    | geen toernooi gehouden           |
| l.c.    | lagere categorie                 |
| –       | niet deelgenomen                 |
| G       | uitgeschakeld in de groepsfase   |
| 1R      | uitgeschakeld in de eerste ronde |
| 2R      | uitgeschakeld in de tweede ronde |
| 3R      | uitgeschakeld in de derde ronde  |
| 4R      | uitgeschakeld in de vierde ronde |
| KF      | uitgeschakeld in de kwartfinale  |
| HF      | uitgeschakeld in de halve finale |
| F       | de finale verloren               |
| W       | het toernooi gewonnen            |
| w-v     | winst/verlies-balans             |

### Enkelspel
| Toernooi        | 2009 |
| --------------- | ---- |
| Australian Open | –    |
| Roland Garros   | 1R   |
| Wimbledon       | –    |
| US Open         | –    |

### Vrouwendubbelspel
| Toernooi        | 2009 |
| --------------- | ---- |
| Australian Open | –    |
| Roland Garros   | 1R   |
| Wimbledon       | –    |
| US Open         | –    |